# Garry Shider
Garry Shider (24 juillet 1953 – 16 juin 2010) était un chanteur et guitariste américain, directeur musical des groupes Parliament et Funkadelic durant la majeure partie de leur existence.

## Biographie

### Jeunesse
Garry Shider est né aux États-Unis, à Plainfield, dans le New Jersey, le 24 juillet 1953.
Alors qu'il n'a que 10 ans, Garry Shider joue et chante avec ses frères, en compagnie d'artistes gospels, parmi lesquels Shirley Caesar, The Five Blind Boys ou encore The Mighty Clouds of Joy. 
Durant sa jeunesse, il croise souvent George Clinton, propriétaire du salon de coiffure pour hommes dans lequel il se rend.
À 16 ans, il quitte Plainfield pour le Canada avec son ami Cordell « Boogie » Mosson. Ils y fondent un groupe de musique funk-rock, United Soul, dont George Clinton, alors à Toronto, va rapidement entendre parler.

### Carrière
En 1971, George Clinton produit plusieurs titres de United Soul, y ajoutant des membres de Funkadelic. Le single Baby I Owe You Something Good sort sous le label West Bound Records cette même année sous le nom de groupe U.S. Music with Funkadelic. Clinton propose alors à Garry Shider et Mosson de rejoindre le Parliament-Funkadelic, proposition que Shider accepte.  
Il se voit rapidement attribuer un rôle majeur au sein de Funkadelic et du Parliament et hérite du titre de directeur musical. Il contribue à de nombreux tubes, parmi lesquels Cosmic Slop, Getting to Know You, ou encore One Nation Under a Groove. 
Au fil des ans, malgré les fréquents changements de membres et la dissolution des deux groupes, il reste aux côtés de George Clinton et des P-Funk Allstars. En plus de ses habituelles participations à la composition, aux voix et aux guitares, il co-produit plusieurs des albums solo de Clinton. 
Sur scène, Shider, immédiatement identifiable, se présente vêtu d'une simple couche-culotte (ou d'une serviette autour de la taille qui fait office de couche-culotte), ce qui lui vaut le surnom de « Diaper Man » (l'homme à la couche-culotte).
En solo, Shider sort un single intitulé Beautiful en 1988 et deux albums en 2000 et 2002, Diaper Man, The Second Coming et Diaperman Goes Starchild mais aucun de ces disques ne rencontrera le succès commercial.
En 1997, il fait partie des 16 membres du Parliament-Funkadelic introduits au Rock and Roll Hall of Fame.
Il meurt le 16 juillet 2010 d'un cancer du cerveau et du poumon.

## Discographie

### En solo
2000 : Diaper Man, The Second Coming

2002 : Diaperman Goes Starchild

### Funkadelic
1971 : Maggot Brain

1972 : America Eats Its Young

1973 : Cosmic Slop

1974 : Standing On The Verge Of Getting It On

1975 : Let's Take It to The Stage

1976 : Hardcore Jollies

1976 : Tales of Kidd Funkadelic

1978 : One Nation Under a Groove

1979 : Uncle Jam Wants You

1981 : The Electric Spanking of War Babies

2007 : By Way of the Drum

### Parliament
1974 : Up For The Down Stroke

1975 : Mothership Connection

1975 : Chocolate City

1976 : The Clones of Dr. Funkenstein

1977 : Funkentelechy Vs. the Placebo Syndrome

1978 : Motor-Booty Affair

1979 : Gloryhallastoopid

1980 : Trombipulation